# Люманнсдорф
Люманнсдорф (нім. Lühmannsdorf) — громада в Німеччині, розташована в землі Мекленбург-Передня Померанія. Входить до складу району Передня Померанія-Грайфсвальд. Складова частина об'єднання громад Цюссов.
Площа — 5,65 км2. Населення становить Невірний параметр metadata 13 075 086 ос. (станом на 31 грудня 2020).